# Nimbus 1
Nimbus 1 – pierwszy satelita meteorologiczny należący do drugiej serii amerykańskich statków tego rodzaju. Stanowił również platformę rozwijania systemów meteorologii satelitarnej. Działał niespełna miesiąc, ponieważ zaciął się mechanizm kierujący położeniem ogniw słonecznych, co pociągnęło za sobą generowanie zbyt małej ilości energii elektrycznej. Mimo to satelita przesłał 27 tysięcy zdjęć powłoki chmur. Nimbus 1, z powodu częściowo nieudanego startu – II człon rakiety nośnej wyłączył się za wcześnie, pracował na nieplanowanej, eliptycznej orbicie.

## Budowa i działanie
Satelita, zbudowany przez General Electric, składał się z trzech zasadniczych części: pierścienia czujników, paneli ogniw słonecznych (dwa panele po 10,5 tys. ogniw każdy) i obudowy systemów kontrolnych. Dwie ostatnie połączone były za pomocą kratownicy, co nadawało Nimbusowi wygląd przypominający boję morską. Pierścień czujników, podstawa satelity, mieścił również wyposażenie elektroniczne i akumulatory. Na jego dolnej części mieściły się same czujniki i anteny nadawania telemetrii. W geometrycznym środku torusa umieszczona była struktura o kształcie litery H, mieszcząca większe instrumenty i taśmowe rejestratory danych. Na szczycie statku znajdowała się obudowa systemów kontrolnych, zawierająca detektory Słońca i horyzontu, dysze układu sterowania położeniem i anteny odbierające łączność z Ziemi.
Położenie i pozycja statku mogła być kontrolowana we wszystkich 3 osiach, z dokładnością ±1°.

## Ładunek

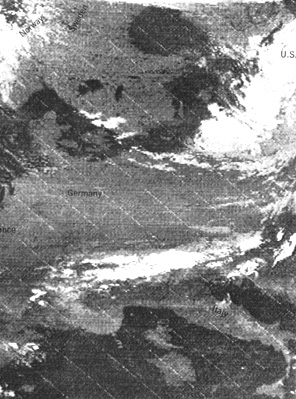
Nocne zdjęcie wykonane w podczerwieni przez satelitę Nimbus 1, obejmujące Europę, w tym Polskę

- System zaawansowanych kamer Vidicon (Advanced Vidicon Camera System), który rejestrował zdjęcia chmur na rejestratorze taśmowym

Składał się z trzech kamer telewizyjnych zapisujących obrazy na rejestratorze taśmowym, do późniejszego odtworzenia i przesłania do wybranych stacji naziemnych. System korzystał z nadajnika pasma S. Kamery umieszczone były w torusie, w układzie wachlarza, a ich pola widzenia tworzyły jeden trzyczęściowy obraz. Każda z kamer miała pole widzenia 37°. Oś obrazu środkowej kamery była prostopadła do spodu statku. Pozostałe kamery były odchylone o 35° od osi kamery centralnej. Obiektywy wszystkich miały ogniskową długości 1,65 cm i światłosiłę f/4. Potencjometr sprzężony z ogniwami słonecznymi otwierał przesłony kamer przy f/16 nad równikiem i przy f/4 nad biegunami. Obraz każdej z kamer był zbierany przez przetwornik typu Vidicon o średnicy 2,54 cm i rozdzielczości 800 linii. Dla zdjęć wykonywanych z wysokości 800 km, dawało to rozdzielczość ok. 1 km w nadirze. Na tej wysokości połączone obrazy kamer obejmowały obszar 830×2700 km. Rejestrator mieścił dane z dwóch pełnych orbit, tj. 192 skumulowanych obrazów 3 kamer. Podczas pracy na częstotliwości 1,7075 GHz przesłanie całej zawartości rejestratora zajmowało ok. 4 min. Instrument AVCS działał bardzo dobrze. Przesłał pierwsze niemal globalne zdjęcia pokrywy chmur w wysokiej rozdzielczości. Przesądziły one o wyborze tych kamer w takim układzie w satelitach TOS/ESSA.
- Kamera automatycznej transmisji obrazów (Automatic Picture Transmission)

System kamery i nadajnika do przesyłania lokalnych obrazów telewizyjnych chmur do odpowiednio wyposażonych stacji naziemnych w czasie rzeczywistym. Obiektyw kamery miał pole widzenia 108°, światłosiłę f/1,8, ogniskową długości 0,57 cm. Kamera umieszczona była pośrodku pierścienia instrumentów, w strukturze w kształcie litery H. Jej oś optyczna była równoległa do osi obrotu statku. Wykonanie zdjęcia zajmowało 8 sekund, a przesłanie go na Ziemię 200 sekund. Osiemset linii obrazu czujnika typu Vidicon kamery, o śr. 2,54 cm, było czytanych w tempie 4 linii/s. Nadajnik o mocy 5 W, pracujący na częstotliwości 136,95 MHz, przekazywał obrazy do stacji naziemnych będących w jego zasięgu. Na orbicie nominalnej pojedyncze zdjęcie obejmowało obszar 1660×1660 km, z rozdzielczością liniową w nadirze wynoszącą 3 km. Instrument dostarczył ponad 1600 zdjęć wysokiej jakości. Zaprezentował możliwość otrzymywania przez meteorologów dziennych zdjęć pokrywy chmur w czasie zbliżonym do rzeczywistego. Zdecydowało to o umieszczeniu podobnego przyrządu na satelitach TOS.
- Radiometr podczerwony wysokiej rozdzielczości (High-Resolution Infrared Radiometer; masa: 5,1 kg; zużycie energii elektrycznej: 4 W)

Instrument służył do pomiaru temperatury powierzchniowej chmur i kontynentów. W ciągu dnia jego dane uzupełniały obrazy kamer telewizyjnych. Zamontowany był w pierścieniu przyrządów. Rejestrował podczerwień w zakresie 3,5–4,1 μm. Przyrząd składał się z: układu optycznego, detektora podczerwieni (SePb), układów elektronicznych, rejestratora taśmowego, filtru minimalizującego wpływ pary wodnej i dwutlenku węgla w atmosferze. Działanie HRIR opierało się na przełożeniu energii odbieranego promieniowania na napięcie elektryczne rejestrowane do późniejszego przesłania. Pole widzenia instrumentu wynosiło ok. 1,5°, co odpowiadało 8 km na powierzchni Ziemi, w nadirze. Zakres dynamiczny radiometru umożliwiał pomiar temperatur od 210 K do 330 K. Instrument działał bardzo dobrze. Dzięki wysokiej rozdzielczości uwidocznił szczegóły międzyzwrotnikowej strefy konwergencji, formowanie się burz tropikalnych i układów frontów atmosferycznych, z najlepszą wówczas jakością.